# Balasi
Balasi war ein neuassyrischer Schreiber, Heilkundiger und persönlicher Lehrer des Kronprinzen Aššur-bāni-apli. Nachdem dieser den assyrischen Thron bestiegen hatte, blieb Balasi stets ein persönlicher Freund und Günstling des Königs. Von Balasi wurden bislang 35 Briefe bekannt, die bei Ausgrabungen in Ninive gefunden wurden und die sich inhaltlich mit Fragen zu ašiputu (sog. Magie) und asûtu (Heilkunst) beschäftigen.